# العلاقات الجنوب إفريقية السيراليونية
العلاقات الجنوب أفريقية السيراليونية هي العلاقات الثنائية التي تجمع بين جنوب أفريقيا وسيراليون.

## مقارنة بين البلدين
هذه مقارنة عامة ومرجعية للدولتين:
| وجه المقارنة                                              | جنوب أفريقيا | سيراليون       |
| --------------------------------------------------------- | --- | -------------- |
| المساحة (كم2)                                             | 1.22 مليون | 71.74 ألف      |
| عدد السكان (نسمة)                                         | 57.73 مليون | 7.56 مليون     |
| الكثافة السكانية (ن./كم²)                                 | 47.32 | 105.38         |
| العاصمة                                                   | بريتوريا، بلومفونتين، كيب تاون | فريتاون        |
| اللغة الرسمية                                             | لغة إنجليزية، اللغة الأفريقانية، اللغة النديبلي الجنوبية، اللغة السوثو الشمالية، اللغة السوتية، لغة سوازي، اللغة التسونجا، اللغة التسوانية، اللغة الفيندية، اللغة الكوسية، اللغة الزولوية | لغة إنجليزية   |
| العملة                                                    | راند جنوب أفريقي | ليون سيراليوني |
| الناتج المحلي الإجمالي (بليون دولار)                      | 349.42 مليار | 3.77 مليار     |
| الناتج المحلي الإجمالي (تعادل القوة الشرائية) بليون دولار | 725.91 مليار | 10.13 مليار    |
| الناتج المحلي الإجمالي الاسمي للفرد دولار أمريكي          | 5.72 ألف | 653            |
| الناتج المحلي الإجمالي للفرد دولار أمريكي                 | 13.05 ألف | 1.97 ألف       |
| مؤشر التنمية البشرية                                      | 0.666 | 0.413          |
| رمز المكالمات الدولي                                      | +27 | +232           |
| رمز الإنترنت                                              | .za | .sl            |
| المنطقة الزمنية                                           | ت ع م+02:00، أفريقيا/جوهانسبرغ ‏ | 00             |

## منظمات دولية مشتركة
يشترك البلدان في عضوية مجموعة من المنظمات الدولية، منها:
| علم المنظمة | اسم المنظمة                                                | تاريخ انضمام جنوب أفريقيا | تاريخ انضمام سيراليون |
| ----------- | ---------------------------------------------------------- | ------------------------- | --------------------- |
|             | البنك الإفريقي للتنمية                                     | ?                         | ?                     |
|             | منظمة الشرطة الجنائية الدولية                              | ?                         | ?                     |
|             | الاتحاد البريدي العالمي                                    | ?                         | ?                     |
|             | الاتحاد الأفريقي                                           | 6 يونيو 1994              | ?                     |
|             | العملية المشتركة للاتحاد الأفريقي والأمم المتحدة في دارفور | ?                         | ?                     |
|             | منظمة التجارة العالمية                                     | 1995                      | ?                     |
|             | مؤسسة التنمية الدولية                                      | 12 أكتوبر 1960            | 13 نوفمبر 1962        |
|             | مؤسسة التمويل الدولية                                      | 3 أبريل 1957              | 10 سبتمبر 1962        |
|             | منظمة حظر الأسلحة الكيميائية                               | ?                         | ?                     |
|             | الأمم المتحدة                                              | 7 نوفمبر 1945             | 27 سبتمبر 1961        |
|             | الاتحاد الدولي للاتصالات                                   | 1910                      | 30 ديسمبر 1961        |
|             | البنك الدولي للإنشاء والتعمير                              | 27 ديسمبر 1945            | 10 سبتمبر 1962        |
|             | مجموعة دول أفريقيا والكاريبي والمحيط الهادئ                | ?                         | ?                     |
|             | وكالة ضمان الاستثمار متعدد الأطراف                         | 10 مارس 1994              | 20 يونيو 1996         |
|             | يونسكو                                                     | 4 نوفمبر 1946             | 28 مارس 1962          |
|             | دول الكومنولث                                              | 11 ديسمبر 1931            | 1961                  |

## وصلات خارجية
- موقع وزارة الخارجية الجنوب أفريقية